# Pierre Guichet
Pierre Auguste Antoine Marie Guichet (Saint-Hilaire-de-Clisson, 21 gennaio 1915 – Brive-la-Gaillarde, 3 ottobre 1997) è stato un missionario e vescovo cattolico francese.

## Biografia
Missionario del Sacro Cuore, fu nominato vicario apostolico delle isole Gilbert ed Ellice e vescovo da papa Giovanni XXIII, il 19 luglio 1961, divenne il primo vescovo di Tarawa il 21 giugno 1966.
Il 1º gennaio 1975 fu insignito dell'Ordine dell'Impero Britannico.

## Genealogia episcopale e successione apostolica
La genealogia episcopale è:
- Cardinale Guillaume d'Estouteville, O.S.B.Clun.
- Papa Sisto IV
- Papa Giulio II
- Cardinale Raffaele Riario
- Papa Leone X
- Papa Clemente VII
- Cardinale Antonio Sanseverino, O.S.Io.Hier.
- Cardinale Giovanni Michele Saraceni
- Papa Pio V
- Cardinale Innico d'Avalos d'Aragona, O.S.Iacobi
- Cardinale Scipione Gonzaga
- Patriarca Fabio Biondi
- Papa Urbano VIII
- Cardinale Cosimo de Torres
- Cardinale Francesco Maria Brancaccio
- Vescovo Miguel Juan Balaguer Camarasa, O.S.Io.Hier.
- Papa Alessandro VII
- Cardinale Neri Corsini
- Vescovo Francesco Ravizza
- Cardinale Veríssimo de Lencastre
- Arcivescovo João de Sousa
- Vescovo Álvaro de Abranches e Noronha
- Cardinale Nuno da Cunha e Ataíde
- Cardinale Tomás de Almeida
- Cardinale João Cosme da Cunha, O.R.C.
- Arcivescovo Francisco da Assunção e Brito, O.S.A.
- Vescovo Alexandre de Gouveia, T.O.R.
- Vescovo Caetano Pires Pereira, C.M.
- Vescovo Gioacchino Salvetti, O.F.M.
- Vescovo Giuseppe Maria Rizzolati, O.F.M.
- Arcivescovo Théodore-Augustin Forcade, M.E.P.
- Cardinale Jean-Pierre Boyer
- Vescovo Félix-Auguste Béguinot
- Arcivescovo Jean-Augustin Germain
- Cardinale Pierre-Paulin Andrieu
- Cardinale Louis-Joseph Maurin
- Arcivescovo Louis-Joseph Fillon
- Vescovo Jean-Joseph-Léonce Villepelet
- Vescovo Pierre-Auguste-Antoine-Marie Guichet

La successione apostolica è:
- Vescovo Paul Eusebius Mea Kaiuea, M.S.C. (1979)